# IDEN
iDEN (англ. Integrated Digital Enhanced Network) — технологія мобільного зв'язку фірми Motorola, яка надає своїм користувачам переваги транкінгового радіо і стільникової телефонії.
Перша комерційна мережа яка стала працювати в цьому стандарті була запущена в 1994 році компанією Nextel. iDEN – універсальний стандарт, що включає в себе не тільки голосовий зв'язок, а й послуги обміну повідомленнями, голосової пошти, технології передачі даних та інші послуги, властиві сучасним цифровим стільниковим мережам.
iDEN використовує стандартний для Америки та Азії частотний діапазон 805-821/ 855-866 МГц. Стандарт дозволяє розмістити в 1 МГц до 240 інформаційних каналів. Разом з тим, розміри зон покриття базових станцій  в системах iDEN менше, ніж у системах інших стандартів, що пояснюється  малою потужністю абонентських терміналів (0,6 Вт — для портативних станцій і 3 Вт — для мобільних).